# Ulica Środowa (Stettin)
Die Ulica Środowa (deutsch bis 1945: Mittwochstraße, kurz nach 1945: Ulica Bursztynowa) ist eine Straße in der Stettiner Stadtsiedlung Stare Miasto im Stadtbezirk Śródmieście.
Sie verläuft von Nordwesten nach Südosten und verbindet die Ulica Panieńska (Frauenstraße) mit dem Targ Rybny (Fischmarkt) und der Ulica Mała Odrzańska (Kleine Oderstraße). Der Straßenbelag besteht aus Kopfsteinpflaster.

## Geschichte
Die heutige Środowa-Straße setzt sich aus drei mittelalterlichen Straßen zusammen: depen orde, platea medweken und platea penesticorum.

### Vor 1856

#### Depen orde
Deutscher historischer Name: Neutief. Der untere Teil der Straße zwischen der Mała-Odrzańska-Straße und der Oder. Dieser Teil der Straße wurde erstmals 1326 als platea dicta middewekenesbrugge, d. h. „die Straße, die mittlere Brücke genannt wird“, erwähnt. Manchmal wurde auch der Name platea dicta Medwekenstrate, d. h. 'der Weg namens Mittwochstraße', verwendet (1344). Zu dieser Zeit gab es an der Einmündung der Straße in die Uferpromenade ein Tor, das Mühlentor genannt wurde, und gleich dahinter eine Brücke, die Mittlere Brücke. Im Jahr 1535 taucht der Name depen orde, d. h. „Tiefe“, und später Neuendep Straß, d. h. „neue Tiefe“, auf. Diese Namen spielten auf die zur Zeit der slawischen Besiedlung an dieser Stelle vorhandene Absenkung des Geländes und auf die große Tiefe der Oder an der Mündung der Straße an.

#### Platea medweken
Deutscher historischer Name: Mittwochstraße. Der mittlere Teil der Straße wurde 1344 unter dem deutschen Namen Medwekenstrate und 1345 unter dem lateinischen platea medweken („mittlere Straße“) erwähnt. Man nahm an, dass dieser Name auf die Familie Middweke hinwies, die einst in diesem Abschnitt der Straße wohnte. Eine weitere Hypothese im Zusammenhang mit der Etymologie des Namens platea medweken ist die angebliche Abhaltung von Mittwochsmärkten in diesem Straßenabschnitt.

#### Platea penesticorum
Deutscher historischer Name: Hakenstraße. Der obere Teil der Straße zwischen dem stillgelegten Gemüsemarkt und der Panieńska-Straße. Erwähnt 1344 als platea penesticorum („Straße der Bestechung“) und 1410 als hakenstrate. Der Name hakenstrate wurde mit Händlern in Verbindung gebracht, die Lebensmittel und Industriegüter verkauften.

### Nach 1856
Nach 1856 wurden die Straßen Neutief, Mittwochstraße und Hakenstraße zusammengelegt und in Mittwochstraße umbenannt. Bei der alliierten Bombardierung Stettins 1943 und 1944 wurden die entlang der Straße stehenden Mietshäuser in Trümmer gelegt. Die Ruinen aller Gebäude wurden nach 1945 abgerissen und die Straße erhielt zunächst den Namen Czwartkowa (Donnerstagstraße) und später Bursztynowa (Bernsteinstraße). Um 1947 wurde der Abschnitt der Straße von der Mała Odrzańska bis zum Oderufer stillgelegt und an seiner Stelle die Fahrbahn der Arteria Nadodrzańska (sinngemäß An-der-Oder-Arterie) gebaut. Im Jahr 1970 wurde auf dem Grundstück zwischen dem Targ Rybny und der Panieńska-Straße das Hotel Arkona von Orbis gebaut. Zwischen 1978 und 1996 wurde in der Nähe der Straße die Trasa Zamkowa (sinngemäß Schlossautobahn) gebaut, deren Viadukt den ehemaligen unteren Teil der Środowa-Straße überquert und die Arteria Nadodrzańska mit der Eingangsfahrbahn zur Stadt verbindet. 1994 wurde der Vorkriegsname der Straße wiederhergestellt, und zwischen 1998 und 2013 wurden auf den Grundstücken auf der rechten Straßenseite zwischen der Panieńska-Straße und der Mała-Odrzańska-Straße neue Mietshäuser gebaut. Im Jahr 2019 wurde mit dem Bau des Hotels ibis Styles an der Stelle des 2007 abgerissenen Hotels Arkona begonnen. Die Bauarbeiten wurden im November 2021 abgeschlossen.

## Galerie

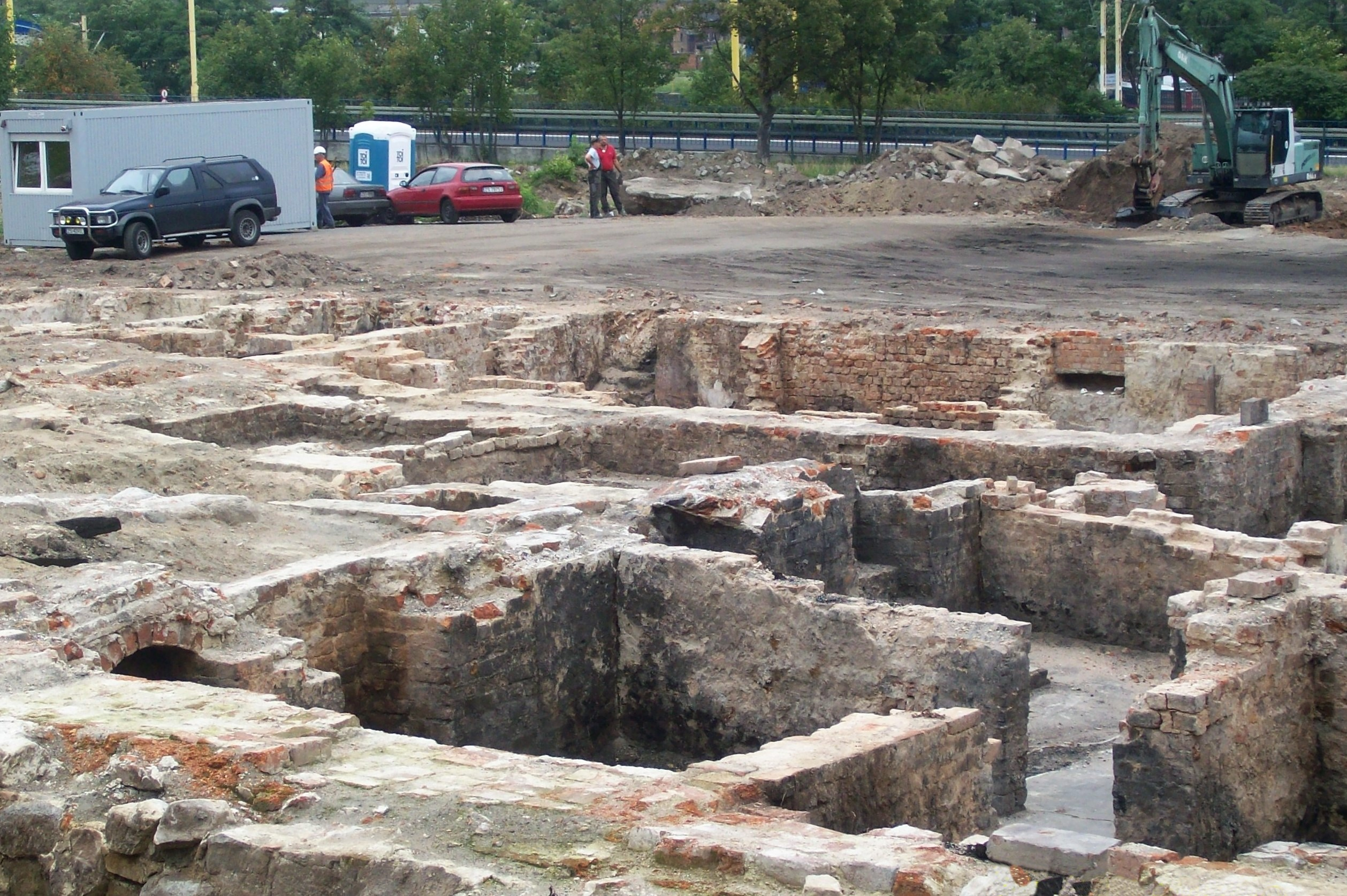
Freigelegte Fundamente von Mietshäusern zwischen der Panieńska-Straße und dem Rynek Warzywny
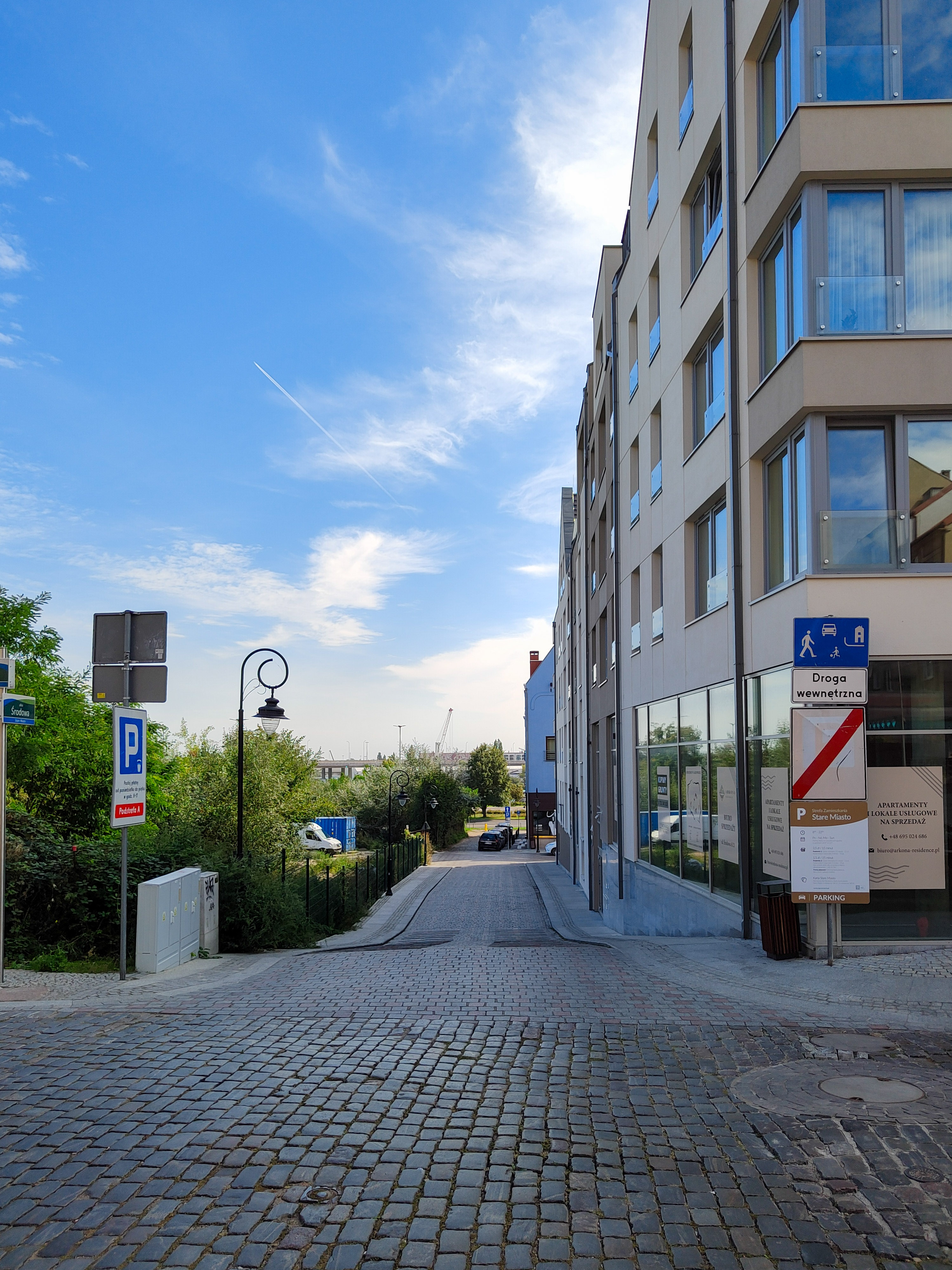
Blick von der Panieńska-Straße
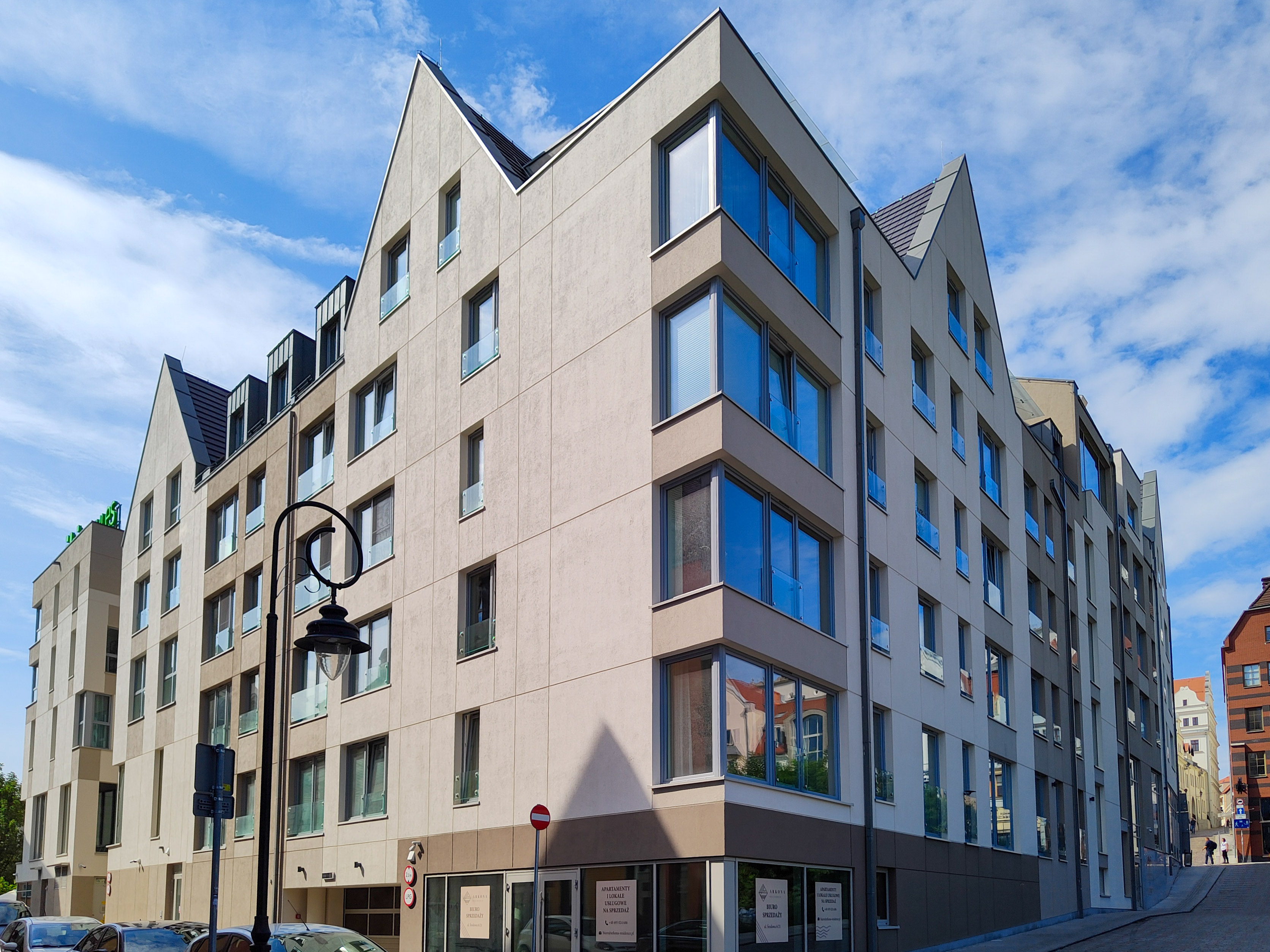
Ecke mit dem Targ Rybny
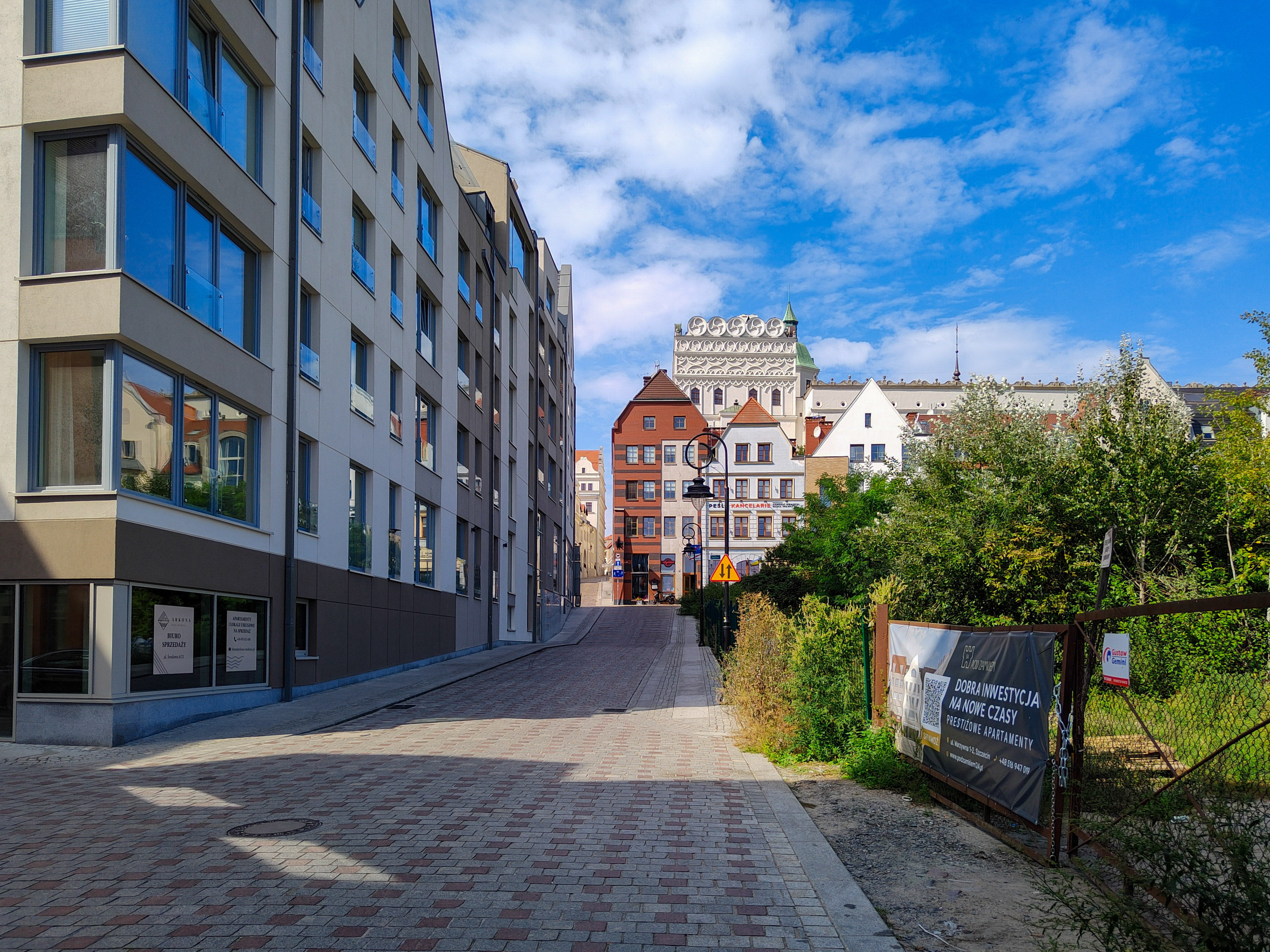
Blick von der Kreuzung mit dem Targ Rybny in Richtung Panieńska-Straße
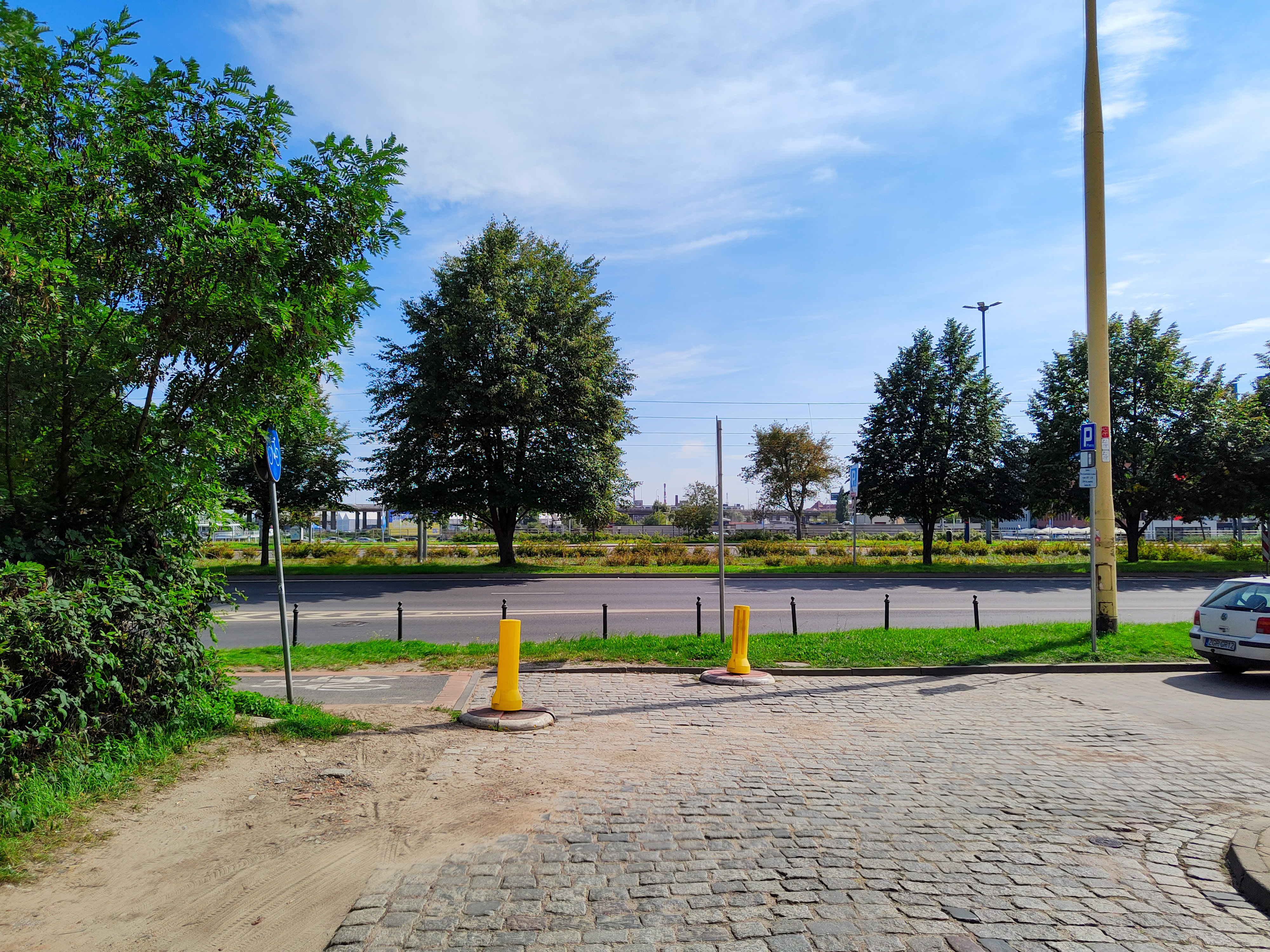
Ende der Straße; vor 1945 führte die Straße bis zum Oderufer